# Jerzy Orłowski
Jerzy Orłowski (Częstochowa, 16 de febrero de 1925 - 28 de marzo de 2015) fue un futbolista polaco que jugaba en la demarcación de defensa.

## Biografía
Empezó a formarse como futbolista desde 1939 en el Skra Częstochowa, hasta que en 1946, antes de subir al primer equipo, se fue en calidad de cedido al Sparta Zabrze. Tras acabar la temporada subió al primer equipo del Skra Częstochowa, donde jugó hasta 1949, momento en el que se fue traspasado al Legia de Varsovia. Jugó en el club durante nueve temporadas, llegando a conseguir el doblete de Ekstraklasa y la Copa de Polonia en 1955 y en 1956. Finalmente, tras dejar el club en 1958, y jugar durante un año más en el club que se formó, se retiró como futbolista.
Falleció el 28 de marzo de 2015 a los 90 años de edad.

## Selección nacional
Jugó un partido con la selección de fútbol de Polonia, disputado el 8 de agosto de 1954, en calidad de amistoso contra Bulgaria, con un resultado final de empate a dos.

## Clubes
| Club              | País    | Año         |
| ----------------- | ------- | ----------- |
| Sparta Zabrze     | Polonia | 1946        |
| Skra Częstochowa  | Polonia | 1946 - 1949 |
| Legia de Varsovia | Polonia | 1949 - 1958 |
| Skra Częstochowa  | Polonia | 1958 - 1959 |

## Palmarés

### Campeonatos nacionales
| Título          | Club              | País    | Año  |
| --------------- | ----------------- | ------- | ---- |
| Ekstraklasa     | Legia de Varsovia | Polonia | 1955 |
| Ekstraklasa     | Legia de Varsovia | Polonia | 1956 |
| Copa de Polonia | Legia de Varsovia | Polonia | 1955 |
| Copa de Polonia | Legia de Varsovia | Polonia | 1956 |